# Limbach (Obernzenn)
Limbach (fränkisch: Limba) ist ein Gemeindeteil des Marktes Obernzenn im Landkreis Neustadt an der Aisch-Bad Windsheim (Mittelfranken, Bayern). Limbach liegt in der Gemarkung Unteraltenbernheim.

## Geografie
Nördlich des Dorfes fließt der Wolfsgraben, ein rechter Zufluss des Steinbachs, der wiederum ein linker Zufluss der Zenn ist. 0,5 km nördlich des Ortes liegt der Limbacher Ranken im Lenkersheimer Gemeindewald, 0,75 km westlich liegt das Waldgebiet Untreu, wo der Untreugraben entspringt, der ein rechter Zufluss des Wolfsgraben ist. 0,5 km östlich liegt der Kalkgraben, 0,75 km südlich liegt das Alte Eiche.
Eine Gemeindeverbindungsstraße führt am Schafhof vorbei nach Hechelbach (2 km südöstlich), eine weitere führt nach Rappenau (2,5 km südwestlich) bzw. zur Kreisstraße NEA 17 bei Schußbach (1,3 km östlich).

## Geschichte
Der Ort wurde in einer Schenkungsurkunde aus dem Jahr 1294 als „Lympach“ erstmals erwähnt, als Konrad IV. von Nürnberg und seine Frau Agnes dem Deutschen Orden die Burg Virnsberg mit Eingehörungen, darunter auch Limbach, übereignete. Der Ort bestand ursprünglich aus drei großen Höfen. Zum Ort gehört die Einöde Schafhof, die 1509 erstmals erwähnt wurde. Das Bestimmungswort des ursprünglichen Gewässernamens ist lint (ahd. für lind, sanft; aber auch Schlange, Viper) und beschreibt die Eigenschaft des Baches als sanft dahinfließend bzw. schlangenförmig.
Gegen Ende des 18. Jahrhunderts bildete Limbach mit Hörhof eine Realgemeinde. In Limbach gab es 12 Anwesen (2 Höfe, 4 Halbhöfe, 4 Drittelhöfe, 1 Sechstelhof, Schafhof, Gemeindehirtenhaus). Das Hochgericht übte das Obervogteiamt Virnsberg aus. Die Dorf- und Gemeindeherrschaft sowie die Grundherrschaft über alle Anwesen hatte die Deutschordenskommende Virnsberg.
Im Rahmen des Gemeindeedikts wurde Limbach dem 1808 gebildeten Steuerdistrikt Oberaltenbernheim und der 1811 gebildeten Ruralgemeinde Oberaltenbernheim zugeordnet. Mit dem Zweiten Gemeindeedikt (1818) wurde es in die neu gebildete Ruralgemeinde Unteraltenbernheim umgemeindet. Am 1. Mai 1978 wurde Limbach im Zuge der Gebietsreform in Bayern nach Obernzenn eingemeindet.

### Baudenkmäler
- Haus Nr. 12: Fachwerkwohnstallhaus[12]
- Haus Nr. 15: erdgeschossiges Wohnstallhaus um 1860 mit modern erneuerten Umfassungen; ansprechendes Giebelfachwerk, Giebelknauf[13]

### Einwohnerentwicklung
| Jahr      | 001818 | 001840 | 001861 | 001871 | 001885 | 001900 | 001925 | 001950 | 001961 | 001970 | 001987 |
| Einwohner | 83     | 98     | 95     | 101    | 109    | 83     | 83     | 106    | 68     | 77     | 69     |
| Häuser    | 17     | 15     |        |        | 17     | 17     | 17     | 14     | 14     |        | 14     |
| Quelle    | [ 15 ] | [ 16 ] | [ 17 ] | [ 18 ] | [ 19 ] | [ 20 ] | [ 21 ] | [ 22 ] | [ 23 ] | [ 24 ] | [ 1 ]  |

## Religion
Der Ort ist seit der Reformation gemischt konfessionell. Die Protestanten sind nach St. Martin (Unteraltenbernheim) gepfarrt, die Katholiken nach Mariä Himmelfahrt (Sondernohe).